# 21577 Negron
21577 Negron è un asteroide della fascia principale. Scoperto nel 1998, presenta un'orbita caratterizzata da un semiasse maggiore pari a 2,2797521 UA e da un'eccentricità di 0,1019450, inclinata di 5,08172° rispetto all'eclittica.